# Montano Antilia
Pour les articles homonymes, voir Montano.
Montano Antilia est une commune italienne de la province de Salerne, dans la région Campanie.

## Administration
| Période                                  | Période | Identité | Étiquette | Qualité |
| ---------------------------------------- | ------- | -------- | --------- | ------- |
|                                          |         |          |           |         |
| Les données manquantes sont à compléter. |         |          |           |         |

### Communes limitrophes
Celle di Bulgheria, Centola, Futani, Laurito, Novi Velia, Rofrano, San Mauro la Bruca.